# Matthias Wiegand
Matthias Wiegand, född den 22 april 1954 i Plauen, Tyskland, är en östtysk tävlingscyklist som tog OS-silver i lagförföljelsen vid olympiska sommarspelen 1980 i Moskva. 